# 도널드 골런
도널드 허버트 루이스 골런(Donald Herbert Louis Gollan, 1896년 1월 19일 ~ 1971년 8월 13일)은 영국의 조정 선수이자, 탬즈 조정 클럽과 베스타 조정 클럽의 회원이었다.
경마 소유자이자 스포츠맨 스펜서 골란의 아들로 런던의 패딩턴에서 태어난 골란은 귀가 들리지 않았고 말을 할 수 없었다. 그는 시초에 단일 조정 선수였고 1914년 윙필드 스컬에 가입하였다.
1920년에 열린 헨리 로열 레가타에 나가 다이아먼드 도전 스컬 종목에서 잭 비어스포드에게 패하였다. 그해부터 골란은 윙필드 스컬에서 비어스포드의 강력한 경쟁자가 되었다. 둘은 자신들의 아버지들에 의하여 조종되었고 1922년 그들의 아버지들은 조종사로서 활약하지 말아야 한다는 결정이 내려졌다. 그해에 골란은 비어스포드에게 다시 패하였다.
1923년 골란은 메트로폴리탄 레가타에서 런던컵을 우승하였으나, 다이아먼드에서 M. K. 모리스에게, 윙필드 스컬에서 비어스포드에게 패하였다. 1925년 헨리 로얄 레가타에서 비어스포드에게 다시 패하였다.
1928년 헨리 로얄 레가타에서 탬즈 8인조의 일원이 되어 우승하고나서, 모든 일원들은 암스테르담 올림픽에 나가 영국을 대표하여 은메달을 획득하였다.
웨스트서식스주의 워딩에서 75세의 나이로 사망하였다.